# Cessna

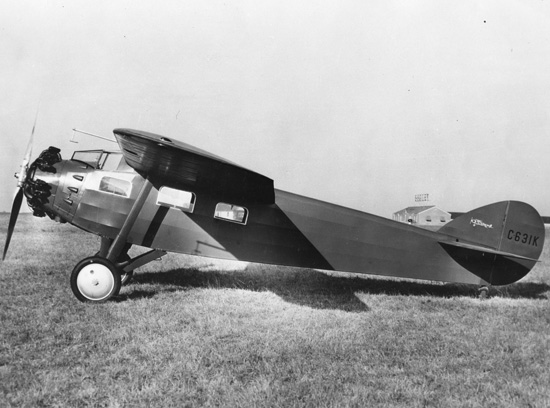
Cessna DC-6B - 1930

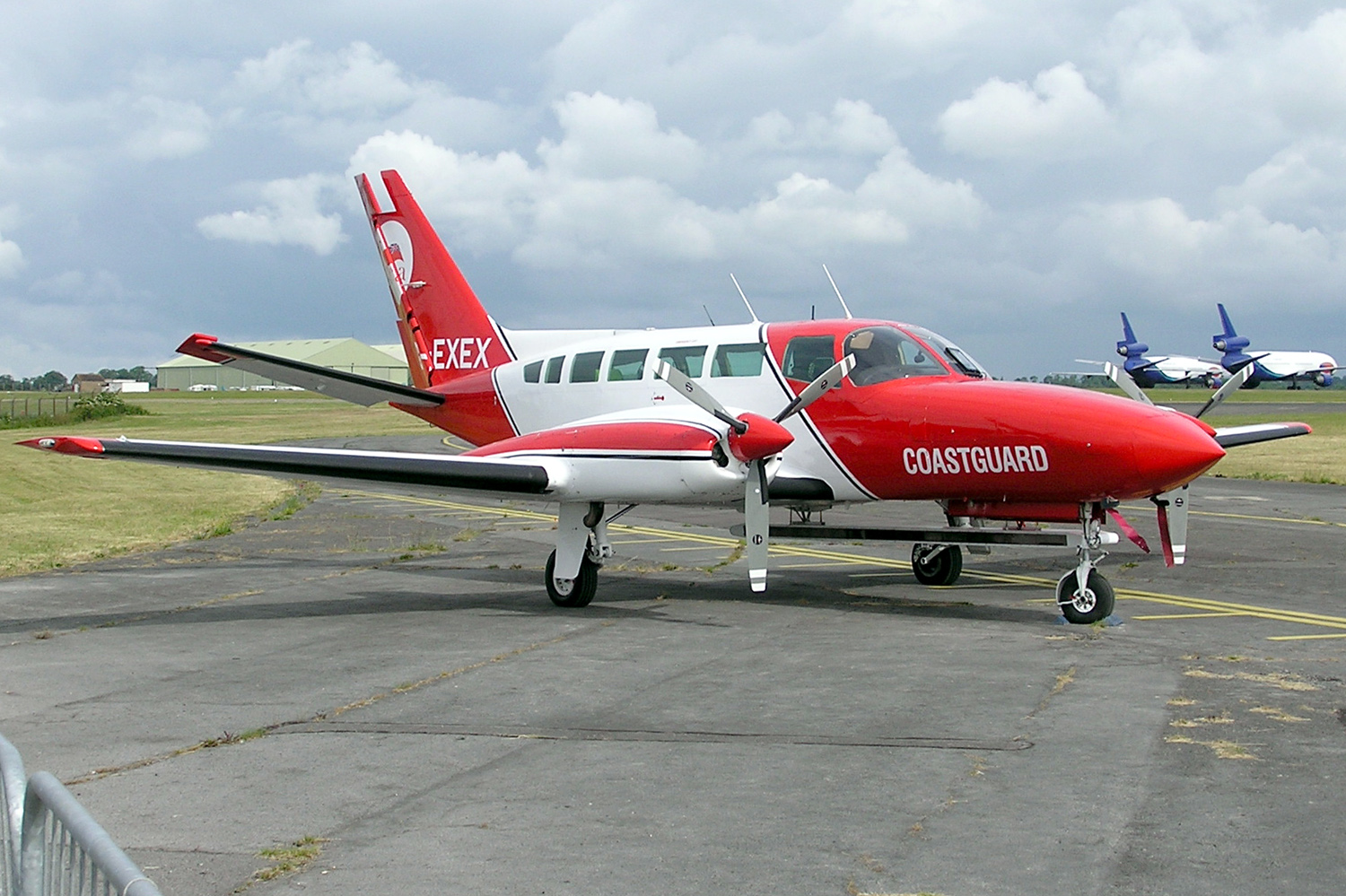
Cessna 404 Titan II uit 1977

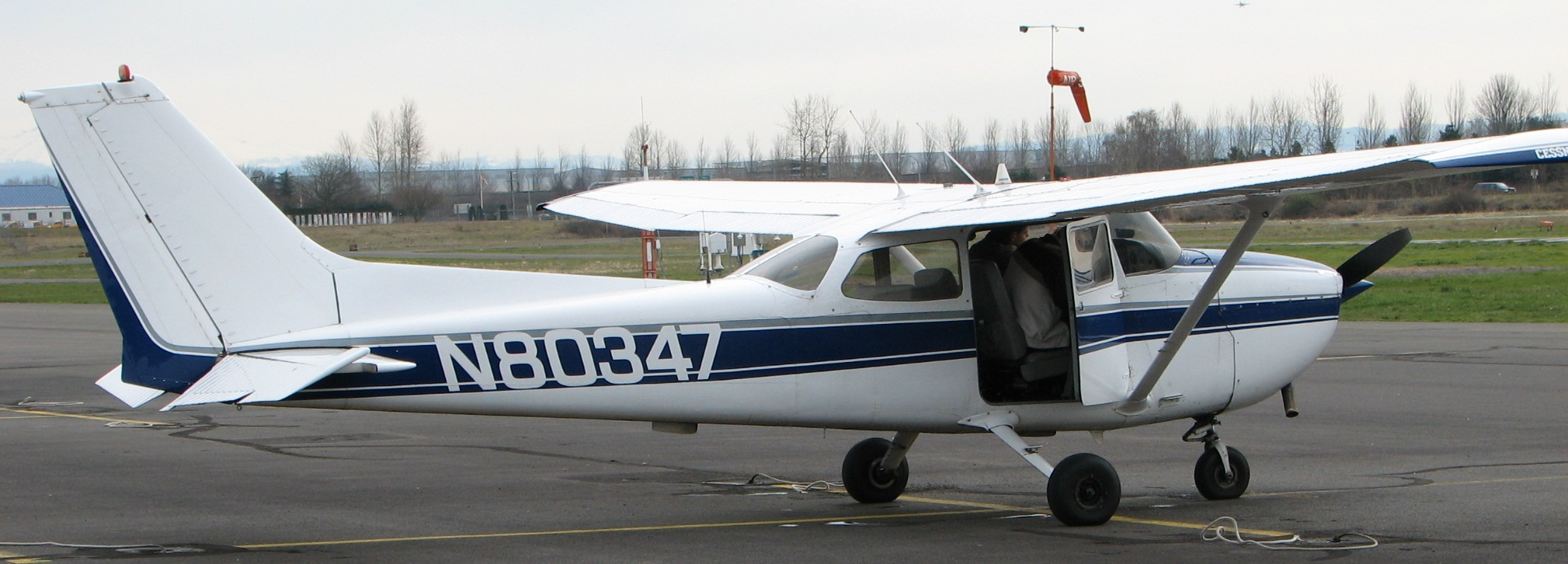
Cessna 172

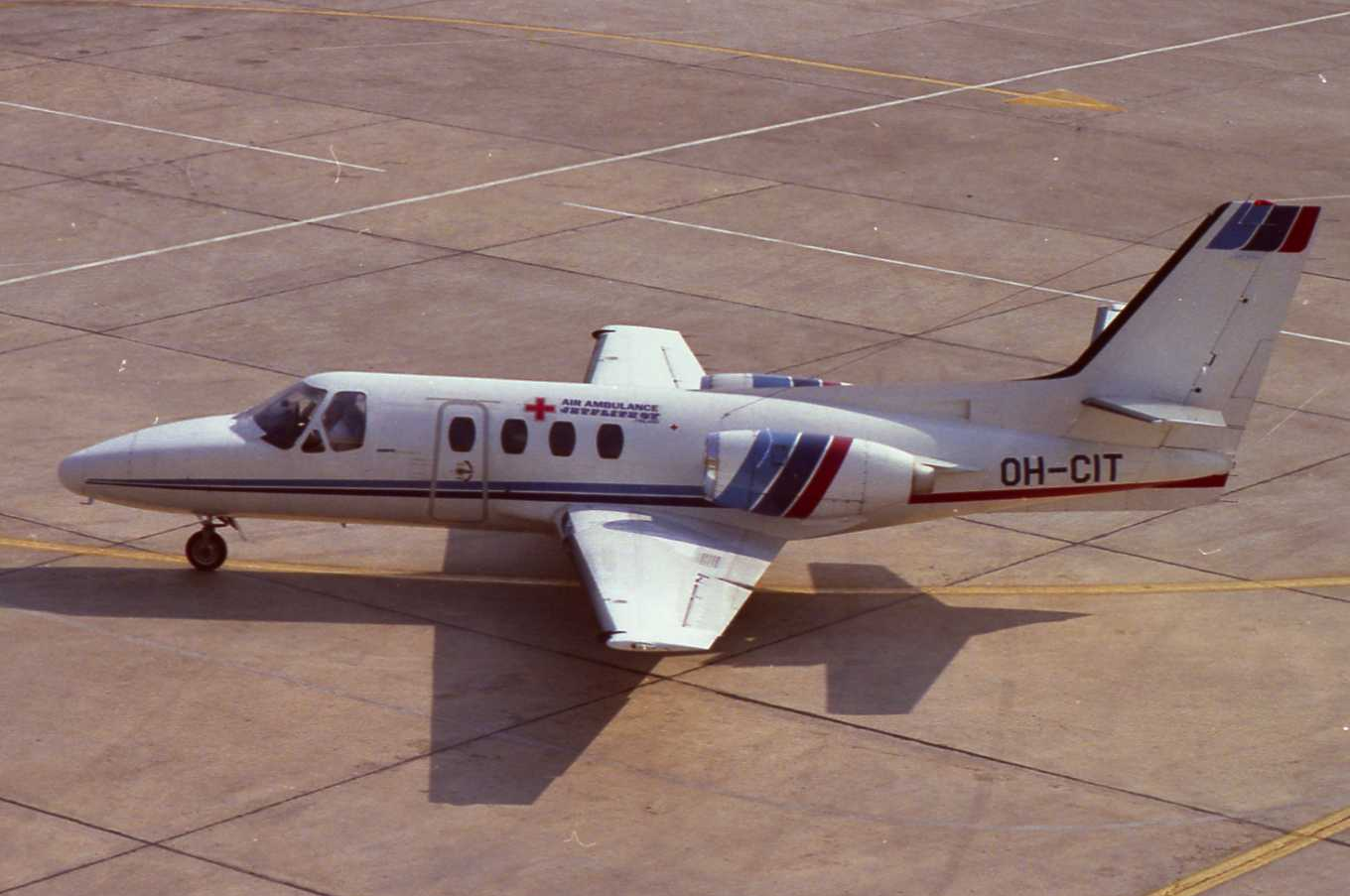
Cessna 501 Citation I

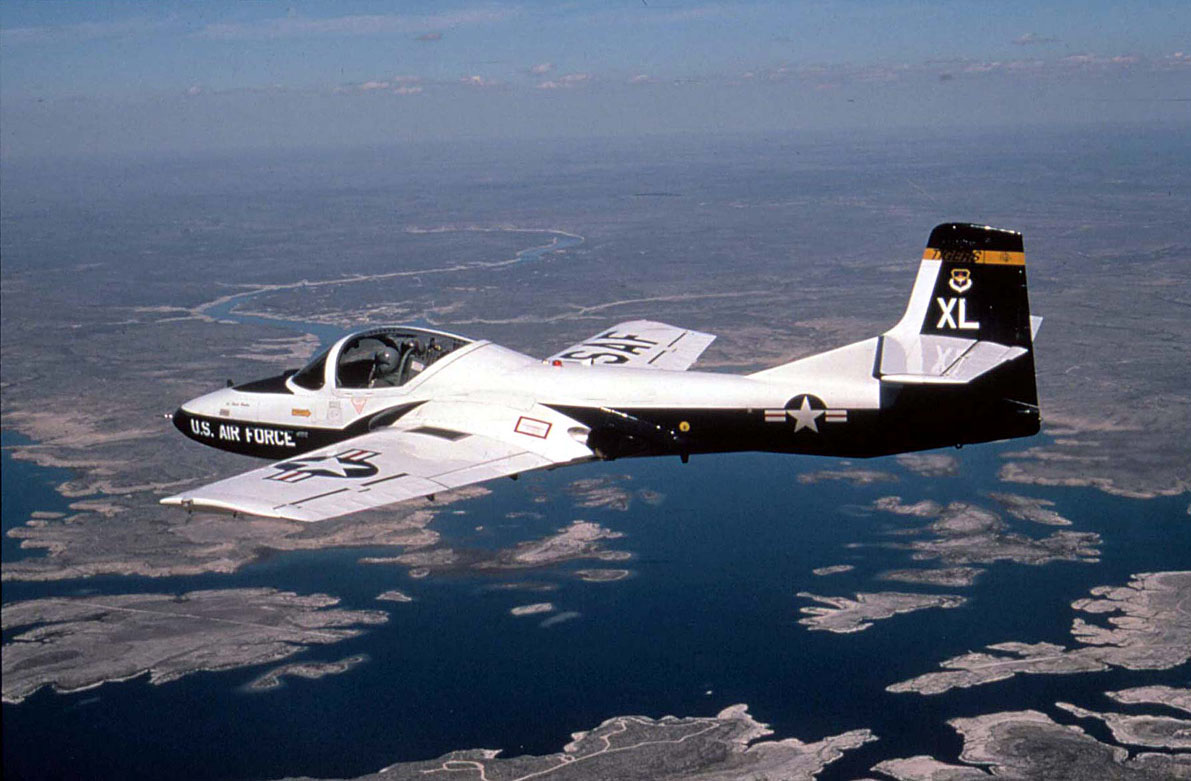
Cessna T-37 Tweet

Cessna Aircraft Company is een Amerikaanse fabrikant van vliegtuigen, van kleine eenmotorige tweezitters tot zakenjets. Het bedrijf is gevestigd in Wichita, Kansas, en grenst aan het zuidoosten van de Wichita Dwight D. Eisenhower National Airport.
De oorsprong van het bedrijf ligt in juni 1911, toen Clyde Cessna, een landbouwer uit Rago in Kansas, een vliegtuig bouwde van hout en zeil. Het was echter zijn neef, Dwane Wallace, die het meest voor het succes van het bedrijf zou zorgen.
In 1924 ging Cessna samen met Lloyd C. Stearman en Walter H. Beech om Travel Air Manufacturing Co. te vormen, een firma die tweedekkers bouwde in Wichita. In 1927 verliet Cessna Travel Air om zijn eigen bedrijf op te richten, Cessna Aircraft Company, en eendekkers te bouwen. Cessna moest wegens de zwakke economie de deuren sluiten van 1932 tot 1934. In 1934 nam Dwane Wallace met hulp van zijn broer Dwight het bedrijf over en begon Cessna aan een gestage opgang naar wereldwijd succes.
Na de Tweede Wereldoorlog lanceerde Cessna de 170 - die samen met latere modellen zoals de 172 het meest verkochte lichte vliegtuig uit de geschiedenis werd. In 1972 introduceerde Cessna de succesvolle Citation zakenjet.
Cessna werd in 1985 opgekocht door General Dynamics, en in het jaar daarop stopte het met het maken van vliegtuigen aangedreven door zuigermotoren wegens twijfels over de betrouwbaarheid. In 1992 werd Cessna verkocht aan Textron. Kort daarna werd weer begonnen met de productie van lichte vliegtuigen. In 2014 hield het bedrijf als zodanig op te bestaan en werd Cessna een merknaam van Textron.

## Modellen
1911 - 1944
- Cessna Comet
- Cessna Model A
- Cessna CW-6
- Cessna DC-6
- Cessna CR-3 Racer
- Cessna C-34 Airmaster

1945 - heden
- Cessna 120
- Cessna 140
- Cessna 150
- Cessna 152
- Cessna 162 Skycatcher
- Cessna 170
- Cessna 172 Skyhawk
- Cessna 175 Skylark
- Cessna 177 Cardinal
- Cessna 180 Skywagon
- Cessna 182 Skylane
- Cessna 185 Skywagon
- Cessna 188 AgWagon & AgTruck
- Cessna 190
- Cessna 195 Businessliner
- Cessna 205, 206 Stationair en 207
- Cessna 208 Caravan
- Cessna 210 Centurion
- Cessna T303 Crusader
- Cessna 305 Bird dog
- Cessna 310
- Cessna 336 Skymaster
- Cessna 337 Super Skymaster
- Cessna 402
- Cessna 404 Titan
- Cessna 421 Golden Eagle
- Cessna 425 Conquest I
- Cessna 441 Conquest II
- Cessna 500 (prototype Citation I)
- Cessna 501 Citation I
- Cessna 510 Citation Mustang
- Cessna 525 CitationJet
- Cessna 550 Citation II
- Cessna 551 Citation II/SP
- Cessna 560 Citation V, Ultra en Encore
- Cessna 560XL Citation Excel, XLS en XLS+
- Cessna 650 Citation III
- Cessna 680 Citation Sovereign
- Cessna 680A Citation Latitude
- Cessna 700 Citation Longitude
- Cessna 750 Citation X
- Cessna T-37